# Most im. Jules’a Wijdenboscha
Most im. Jules’a Wijdenboscha (niderl. Jules Wijdenboschbrug) – most dźwigarowy łączący brzegi rzeki Surinam w Paramaribo.

## Opis
Most łączy brzegi rzeki Surinam w Paramaribo. Został zaprojektowany przez inżynierów z firmy Aas-Jakobsen i wybudowany przez Ballast Nedam N.V.; oddany do użytku 20 maja 2000 roku.
Jest to most dźwigarowy, wzniesiony z elementów betonowych. Jego łączna długość to 1504 m.
Most nazwano na cześć ówczesnego prezydenta Surinamu Jules’a Wijdenboscha.